# La sindrome degli amori passati
La sindrome degli amori passati (Le Syndrome des amours passées) è un film del 2023 scritto e diretto da Ann Sirot e Raphaël Balboni.

## Trama
Sandra e Rémy sono una coppia alle prese con l'incapacità di fare figli. Disperati, si rivolgono a un luminare che diagnostica loro la "sindrome degli amori passati", una rara condizione di blocco psicologico ed emotivo guaribile solo a patto di andare nuovamente a letto con tutti gli amanti che si hanno avuti in passato. Inizialmente scettici, i due decidono di provarci, ma non hanno fatto bene i conti con le conseguenze.

## Distribuzione
Il film è stato presentato in anteprima il 23 maggio 2023 alla Settimana internazionale della critica del 76º Festival di Cannes. È stato distribuito nelle sale cinematografiche belghe a partire dal 20 settembre 2023, in quelle francesi a partire dal 25 ottobre 2023 e in quelle italiane a partire dal 5 settembre 2024.

## Riconoscimenti
- 2024 – Premio Magritte[4][5]
  - Migliore promessa maschile a Lazare Gousseau
  - Miglior montaggio a Sophie Vercruysse e Raphaël Balboni
  - Candidatura per il miglior film
  - Candidatura per la miglior regia ad Ann Sirot e Raphaël Balboni
  - Candidatura per la migliore attrice a Lucie Debay
  - Candidatura per la migliore sceneggiatura ad Ann Sirot e Raphaël Balboni
  - Candidatura per la migliore scenografia a Julien Dubourg
  - Candidatura per i migliori costumi a Frédérick Denis